# Vaccinium haematochroum
Vaccinium haematochroum är en ljungväxtart som beskrevs av Herman Otto Sleumer. Vaccinium haematochroum ingår i Blåbärssläktet, och familjen ljungväxter. Inga underarter finns listade i Catalogue of Life.